# Садки (Белгородская область)
Садки́ — село в Красногвардейском районе Белгородской области. Входит в Городское поселение город Бирюч.

## Название
Название происходит из-за местности, в которой располагается село. Существуют версии, что населённый пункт ранее именовался, как Грединка или Гредякино (владельческая слобода, в отличие от соседнего казённого села Гредякина).

## География
Расположено на меловых холмах, вблизи урочища Раскоп и Будённовского леса примерно в 8 км к юго-западу от районного центра — города Бирюч и в 3 км от автомобильной дороги федерального значения 14К-1 (бывшая Р185).

## Исторические сведения

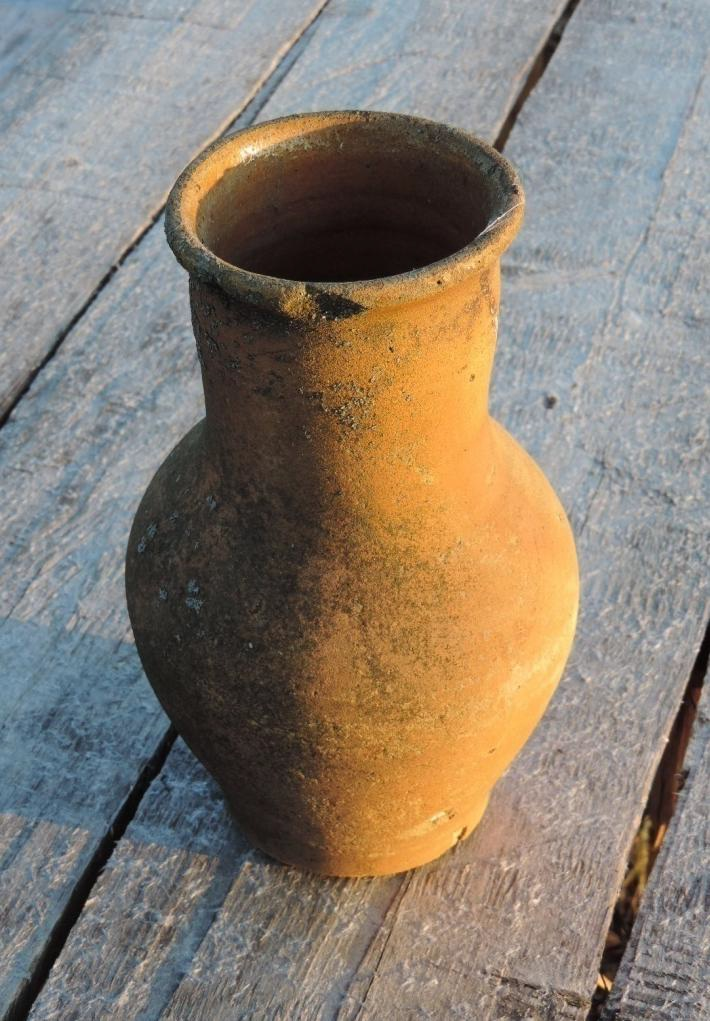
Садковский кувшин

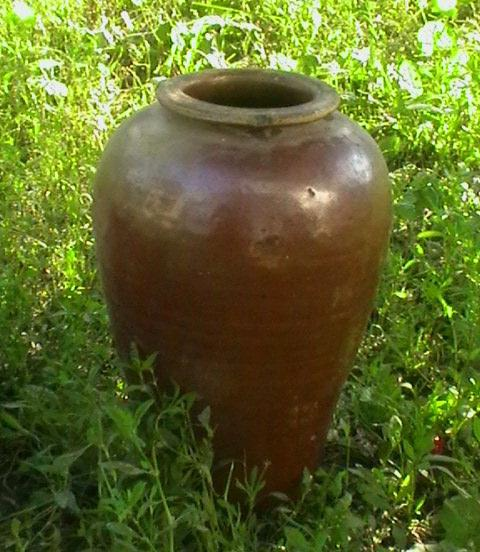
Садковский горшок. Мастер Оксаненко Илья Елизарович

Существует примерно с момента возникновения города Бирюч. После отмены крепостного права село в основном стало заниматься гончарным ремеслом.
Горшечниками изготавливались кувшины, горшки, макитры и другие изделия утвари. Среди мастеров горшечного дела большой популярностью пользовались Оксаненко Илья Елизарович, Ткачёв Лука Иванович, Киянов Иван Терентьевич и другие. Гончарное ремесло просуществовало вплоть до 1950 года.
В 1912 году, благодаря земским реформам, была открыта начальная школа. Её деятельность просуществовала до 2010 года.
Кроме гончарного производства на селе существовали молочно-товарная и овцетоварная фермы, была определена территория для тракторного отряда. Также в хозяйстве имелись две кузни, два больших амбара, весовая, деревянная и кирпичная бани.
До 1951 года село являлось обособленным колхозом «Путь к социализму», после перешло в коллективное хозяйство имени Орджоникидзе.

## Население
| 1859 | 1897 | 2002 | 2010 |
| ---- | ---- | ---- | ---- |
| 609  | ↗618 | ↘190 | ↘180 |